# بوب ستوكو
بوب ستوكو (بالإنجليزية: Bob Stokoe)‏؛ (مواليد 21 سبتمبر 1930 - الوفاة 1 فبراير 2004) كان لاعب كرة قدم إنجليزي كان يلعب كمدافع.

## مرحلة الشباب

### أندية لعب لها
- نيوكاسل يونايتد

## المسيرة الاحترافية

### أندية لعب لها
- نيوكاسل يونايتد

## روابط خارجية
- بوب ستوكو على موقع قاعدة بيانات كرة القدم.إي يو (الإنجليزية)
- بوب ستوكو على موقع Soccerbase.com (لاعب) (الإنجليزية)
- بوب ستوكو على موقع عالم كرة القدم.نت (الإنجليزية)